# Конрад I фон Бланкенхайм-Шлайден
Конрад I фон Бланкенхайм-Шлайден (на немски: Konrad von Blankenheim Herr zu Schleiden; * пр. 1187; † сл. 1223) от рода на господарите на Бланкенхайм в Айфел, е господар на господството Шлайден в Айфел в днешен Северен Рейн-Вестфалия на границата с Франция.

## Произход и наследство
Той е най-малкият син на господар на Герхард II фон Бланкенхайм († сл. 1174) и внук на Герхард I фон Бланкенхайм († сл. 1115) и съпругата му Юта († 1115). Дядо му Герхард I построява ок. 1115 г. замък Бланкенхайм и дарява манастир Щайнфелд. Брат е на Герхард III фон Бланкенхайм († сл. 1197/1203), който е баща на Герхард IV фон Бланкенхайм († 1248).
Конрад I фон Бланкенхайм получава господството Шлайден.
През 1380 г. фамилията фон Бланкенхайм е издигната на графове. Графовете на Бланкенхайм са роднини с графовете на Мандершайд и от 1469 г. се наричат Мандершайд-Бланкенхайм.

## Деца
Конрад I фон Бланкенхайм-Шлайден има двама сина:
- Фридрих I фон Шлайден († 1269), женен I. за Мехтилд, II. за Алайдис († сл. 1270)
- Арнолд фон Шлайден († сл. 1259)